# Sruoja
Sruoja je řeka na severozápadě Litvy, v Žemaitsku, pravý přítok řeky Varduva. Horní tok řeky až do rybníka Alsėdžių ežeras (36,1 km) je pod názvem Lūšinė nebo Lušinė. Pramení u mokřadu u vsi Žilvičiai, 7 km jihozápadně od Telšiů. Teče zpočátku ve směru celkově západním, později severozápadním, za vsí Brazdeikiai krátce jihozápadním, dále zbytek toku pod jménem Lušinė až do jezera Alsėdžių ežeras (jeho rozloha je 83 ha, průměrná hloubka 1,74 m) směrem celkově severozápadním, za tímto jezerem již pod názvem Sruoja pokračuje směrem celkově severním až do soutoku s řekou Varduva. Dále protéká u Alsėdžiů rybníkem Alsėdžių tvenkinys (jeho rozloha je 14 ha, vznikl v roce 1978, je 28 km od ústí). Za tímto rybníkem, který má také funkci regulátora průtoku vody, protéká dále rybníky Alsėdžių II. tvenkinys, Pasruojės tvenkinys (u vsi Pasruojė, jeho rozloha je 36 ha, vznikl v roce 1968, je 19 km od ústí). Do Varduvy se vlévá naproti vsi Užežerė, asi 0,5 km na jih od okraje města Seda, 66,4 km od jejího ústí do Venty jako její pravý přítok od východu.

## Přítoky

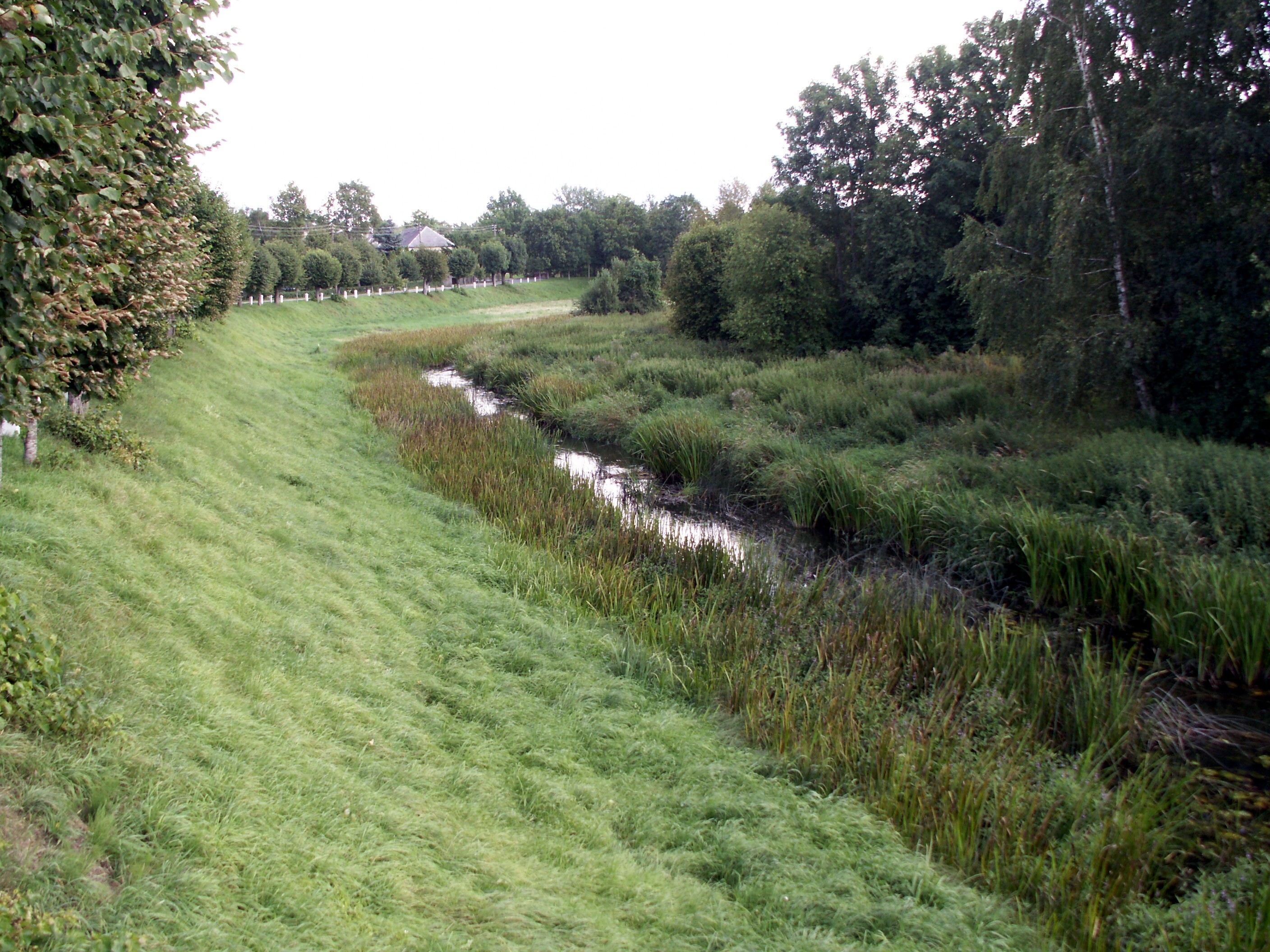
Sruoja u Sedy

- Levé:
  - jako přítoky Lušinė:

| Hydrologické pořadí | Řeka      | Délka (km) | Povodí (km²) | Vzdálenost od ústí do jezera Alsėdžių ežeras (km) | Ústí kde | Koordináty ústí                 |
| ------------------- | --------- | ---------- | ------------ | ------------------------------------------------- | -------- | ------------------------------- |
| 30011331            | L - 1     | 2,8        | 6,8          | 7,1                                               |          | 55°56′30″ s. š., 22°6′49″ v. d. |
| 30011332            | Storė     | 3,8        | 7,3          | 6,3                                               |          | 55°56′42″ s. š., 22°6′22″ v. d. |
| 30011333            | Vėžupalis | 4,3        | 4,1          | 2,7                                               |          | 55°57′50″ s. š., 22°5′50″ v. d. |

- - jako přítoky Sruoji:

| Hydrologické pořadí | Řeka    | Délka (km) | Povodí (km²) | Vzdálenost od ústí (km) | Ústí kde  | Koordináty ústí                |
| ------------------- | ------- | ---------- | ------------ | ----------------------- | --------- | ------------------------------ |
| 30011336            | Kumža   | 4,7        | 4,2          | ~36                     |           | 55°59′19″ s. š., 22°3′9″ v. d. |
| 30011338            | S - 1   | 6,1        | 11,6         | 22,7                    | Alsėdžiai | 56°2′ s. š., 22°3′12″ v. d.    |
| 30011344            | Truikis | 6,7        | 14,3         | 4,7                     |           | 56°7′24″ s. š., 22°6′34″ v. d. |

- Pravé
  - jako přítoky Lušinė:

| Hydrologické pořadí | Řeka                       | Délka (km) | Povodí (km²) | Vzdálenost od ústí do jezera Alsėdžių ežeras (km) | Ústí kde | Koordináty ústí                 |
| ------------------- | -------------------------- | ---------- | ------------ | ------------------------------------------------- | -------- | ------------------------------- |
| 30011328            | Gerupis neboli Germantupis | 8,8        | 16,4         | 9,5                                               |          | 55°57′23″ s. š., 22°8′21″ v. d. |
| 30011334            | Stujų upalis               | 3,7        | 3,2          | 1,5                                               |          | 55°58′21″ s. š., 22°5′22″ v. d. |
| 30011335            | Brizgų upalis              | 3,5        | 4,7          | 0,3                                               |          |                                 |

- - jako přítoky Sruoji:

| Hydrologické pořadí | Řeka                 | Délka (km) | Povodí (km²) | Vzdálenost od ústí (km) | Ústí kde | Koordináty ústí                |
| ------------------- | -------------------- | ---------- | ------------ | ----------------------- | -------- | ------------------------------ |
| 30011337            | Rukis neboli Rukupis | 9,0        | 14,4         | 26,5                    |          | 56°0′20″ s. š., 22°3′23″ v. d. |
| 30011341            | S - 4                | 3,5        | 4,2          | 20,7                    |          | 56°2′20″ s. š., 22°4′6″ v. d.  |
| 30011342            | Alkupis              | 4,8        | 5,3          | 16,0                    |          | 56°3′34″ s. š., 22°5′4″ v. d.  |
| 30011343            | S - 2                | 6,1        | 6,3          | 7,7                     |          |                                |
| 30011345            | Domija               | 9,5        | 17,4         | 1,5                     |          | 56°9′12″ s. š., 22°6′41″ v. d. |